# Pocosol
Pocosol es el decimotercer distrito del cantón de San Carlos, en la provincia de Alajuela, de Costa Rica.

## Historia
Pocosol fue creado el 3 de noviembre de 1983 por medio de Acuerdo Ejecutivo 231. Segregado de Cutris.

## Ubicación
Está ubicado en la región septentrional del país y sus límites son al norte Nicaragua, al sur Monterrey, al oeste el cantón de Los Chiles y al este Cutris.
Su cabecera, el pueblo de Santa Rosa, está ubicada a 44,7 km al noreste de Ciudad Quesada y 144 km al noroeste de San José la capital de la nación.

## Geografía
Pocosol cuenta con un área de 660,59 km² y una altitud media de 110 m s. n. m.
Es el segundo distrito del cantón por superficie.  Presenta un terreno llano en casi toda su extensión.

## Demografía
Para el año 2022, Pocosol cuenta con una población estimada de 18 913 habitantes, y para el último censo efectuado, en 2011, Pocosol contaba con una población de 15 395 habitantes.
Es el cuarto más poblado del cantón, por detrás de Quesada, Aguas Zarcas y Pital. [¿cuándo?]

## Localidades
- Cabecera: Santa Rosa
- Barrios: Fátima, Parajeles, Tres Perlas, Valle Hermoso.
- Poblados: Acapulco, Aldea, Ángeles, Azucena, Banderas, Boca Providencia (parte), Brisas, Buenavista, Buenos Aires, Carrizal, Ceiba, Conchito, Concho, Cuatro Esquinas, Esterito, Estero, Estrella, Guaria, Jazmín, Jocote, Juanilama, Luisa, Llano Verde, Morazán, Nieves, Paraíso, Paso Real, Plomo, Pocosol, Providencia (San Luis), Pueblo Nuevo, Pueblo Santo, Rancho Quemado, Rubí, San Alejo, San Bosco, San Cristobal, San Diego, San Gerardo, San Isidro, San Martín, San Rafael, Santa Cecilia, Santa Esperanza, Santa María, Terrón Colorado (parte), Tiricias, Tres y Tres, Tres Perlas y Santa Lucía.

## Economía
Tiene tres actividades que sobresalen:
- Siembra de productos agrícolas como Piña, cítricos, caña de azúcar, raíces y tubérculos.
- Actividad ganadera de doble propósito (carne y leche).
- Reforestación e industrialización de la madera.

Pocosol cuenta con servicios de salud y educativos. Además de una gran cantidad de comercio como farmacias, tiendas, entidades financieras, restaurantes, entre otros.

## Transporte

### Carreteras
Al distrito lo atraviesan las siguientes rutas nacionales de carretera:
- Ruta nacional 35
- Ruta nacional 227
- Ruta nacional 752
- Ruta nacional 761